# Piruvat de calci
El piruvat de calci, (C₆H₆CaO₆) (2-oxopropanoat de calci), és una sal càlcica de l'àcid pirúvic (CH₃COCOOH). Es tracta d'un àcid orgànic, una cetona i un dels α-cetoàcids més simples. La seva funció principal consisteix a produir modificacions metabòliques i s'utilitza com una matèria primera farmacèutica i com a additiu alimentari.
És una pols cristal·lina molt estable, blanc, inodor, gairebé neutre, lleugerament soluble en aigua. És extremadament inestable i propens a l'oxidació, feble oxidant H₂O₂ i Fe. L'àcid pirúvic no és un nutrient essencial, ja que és un producte del procés orgànic del metabolisme de sucres i aminoàcids i en productes intermedis viu, sinó també proteïnes i metabolisme dels lípids com una estació de transferència, que en condicions naturals és un líquid incolor amb una olor acre, un punt d'ebullició 165 ℃ (descomposició), fàcilment soluble en aigua, a més d'adquirir les propietats típiques dels àcids hidroxi i cetones, i les característiques d'un ceto-àcid, l'àcid pirúvic és l'àcid a-ceto més senzill.
És fabricat de forma industrial i se subministra com a suplement per a persones que duen a terme entrenaments d'exercicis anaeròbics. Els resultats no són prou evidents per demostrar que es produeixin canvis generals en la composició corporal ni en el rendiment.